# Морской волк (роман)
«Морской волк» (англ. The Sea-Wolf) — роман Джека Лондона, написанный им в 1904 году.

## Сюжет
Действие романа происходит в 1893 г. в Тихом океане. Хэмфри Ван-Вейден, житель Сан-Франциско, известный литературный критик, отправляется на пароме через залив Золотые Ворота и по пути попадает в кораблекрушение. Из воды его подбирает капитан промысловой шхуны «Призрак» (англ. Ghost), которого все на борту зовут Волк Ларсен.
Уже в первый раз, спросив о капитане у приведшего его в сознание матроса, Ван-Вейден узнает, что тот «бешеный». Когда только что пришедший в себя Ван-Вейден выходит на палубу, чтобы поговорить с капитаном, на его глазах умирает помощник капитана. Тогда Волк Ларсен назначает своим помощником одного из матросов, а на место матроса ставит юнгу Джорджа Лича. Тот не согласен с таким перемещением и Волк Ларсен жестоким ударом нокаутирует его. А 35-летнего интеллектуала Ван-Вейдена Волк Ларсен делает юнгой, дав ему в непосредственные начальники кока Магриджа — бродягу из лондонских трущоб, лизоблюда, доносчика и неряху. Магридж, только что угодничавший перед попавшим на борт судна «джентльменом», когда тот оказывается у него в подчинении, начинает его третировать.
Ларсен на небольшой шхуне с командой в 22 человека отправляется заготавливать шкуры морских котиков на север Тихого океана и забирает с собой Ван-Вейдена, несмотря на его отчаянные протесты.
На следующий день Ван-Вейден обнаруживает, что кок обокрал его. Когда Ван-Вейден заявляет коку об этом, кок угрожает ему. Выполняя обязанности юнги, Ван-Вейден убирается в каюте капитана и с удивлением обнаруживает там книги по астрономии и физике, труды Дарвина, сочинения Шекспира, Теннисона, Суинбёрна и Браунинга. Обнадёженный этим, Ван-Вейден жалуется капитану на кока. Волк Ларсен насмешливо говорит Ван-Вейдену, что тот сам виноват, согрешив и соблазнив кока деньгами, а затем уже всерьёз излагает собственную философию, согласно которой жизнь бессмысленна и подобна закваске, а «сильные пожирают слабых».
От команды Ван-Вейден узнает, что Волк Ларсен славится в профессиональной среде безрассудной храбростью, но ещё больше страшной жестокостью, из-за которой у него даже возникают проблемы с набором команды; есть на его совести и убийства. Порядок на судне держится целиком на необычайной физической силе и авторитете Волка Ларсена. Провинившегося за любой проступок капитан жестоко наказывает. Несмотря на свою страшную силу, у Волка Ларсена случаются приступы сильной головной боли.
Напоив Магриджа, Волк Ларсен выигрывает у него деньги в карты, выяснив при этом, что кроме этой украденной суммы у бродяги-кока нет ни гроша. Ван-Вейден напоминает, что деньги принадлежат ему, но Волк Ларсен забирает их себе: он считает, что «слабость всегда виновата, сила всегда права», а мораль и любые идеалы объявляет иллюзиями.
Раздосадованный проигрышем денег кок срывает зло на Ван-Вейдене и начинает угрожать ему ножом. Узнав об этом, Волк Ларсен издевательски заявляет Ван-Вейдену, сказавшему до этого Волку Ларсену, что верит в бессмертие души, что кок не может причинить ему вреда, раз тот бессмертен, а если ему неохота отправляться на небеса, пусть пошлёт туда кока, пырнув его ножом.
В отчаянии Ван-Вейден добывает старый тесак и демонстративно точит его на глазах у всей команды, готовясь к настоящей кровавой схватке, однако струсивший кок идет на попятную и вновь начинает пресмыкаться перед Ван-Вейденом, который становится хозяином в камбузе.
На судне царит атмосфера террора и первобытного страха, так как капитан всегда поступает в соответствии со своим убеждением, что человеческая жизнь — самая дешёвая из всех дешёвых вещей. Капитан опирается против матросов на охотников, занимающих привилегированное положение, а Ван-Вейдену чем дальше, тем больше благоволит. Причина в том, что утонченный интеллектуал Ван-Вейден и Ларсен, вышедший из низов и в своё время ведший жизнь, где «пинки и побои с утра и на сон грядущий заменяют слова, а страх, ненависть и боль — единственное, что питало душу», находят общий язык в области литературы и философии, которые не чужды капитану. В свободное время капитан увлекается математикой и оптимизирует навигационные приборы.
Кок, ранее пользовавшийся расположением капитана, пытается вернуть его, донеся на одного из матросов — Джонсона, который посмел высказать недовольство выданной ему робой. Джонсон, несмотря на исправную работу, и прежде был у капитана на плохом счету, так как обладал чувством собственного достоинства. В каюте Ларсен и новый помощник Иогансен зверски избивают Джонсона на глазах у Ван-Вейдена, а затем выволакивают находящегося в бессознательном состоянии Джонсона на палубу. Здесь неожиданно Волка Ларсена при всех обличает бывший юнга Лич. Затем Лич избивает Магриджа почти что до такого же состояния, в котором оказался Джонсон. Но, к удивлению Ван-Вейдена и остальных, Волк Ларсен не трогает Лича.
Однажды ночью Ван-Вейден видит, как через борт судна на корабль поднимается Волк Ларсен, весь мокрый и с окровавленной головой. Вместе с плохо понимающим происходящее Ван-Вейденом Волк Ларсен спускается в кубрик и пытается определить, кто из матросов спит, а кто притворяется спящим. В этот момент матросы во главе с Личем набрасываются на Волка Ларсена и пытаются его убить, однако отсутствие оружия, темнота и многочисленность (в давке они мешают друг другу) приводят к тому, что Волк Ларсен, используя свою необычайную физическую силу, выбирается по трапу наверх.
После этого Волк Ларсен вызывает к себе Ван-Вейдена и назначает его своим помощником (предыдущего помощника, Иогансена, только что вместе с Ларсеном ударили по голове и бросили за борт, но он, в отличие от Волка Ларсена, не смог выплыть и погиб), хотя тот поначалу ничего не смыслит в навигации.
После неудавшегося бунта обращение капитана с командой становится ещё более жестоким, в особенности достаётся Личу и Джонсону, поскольку убийство Иогансена — явно их рук дело. Все, в том числе сами Джонсон и Лич уверены, что Волк Ларсен убьёт их. То же говорит и сам Волк Ларсен, однако по-прежнему не убивает Лича, несмотря на новые покушения матроса на жизнь капитана: Ларсену доставляют двойное удовольствие постоянная игра со смертью и собственные издевательства над Личем. В то же время у самого капитана усиливаются приступы головной боли, длящиеся теперь по нескольку суток.
Джонсону и Личу удаётся сбежать на одной из шлюпок. В ходе преследования беглецов экипаж «Призрака» подбирает ещё одну компанию потерпевших бедствие и в их числе молодую женщину — поэтессу Мод Брустер. С первого же взгляда Хэмфри испытывает влечение к Мод. Начинается шторм. Вскоре Волк Ларсен настигает Лича и Джонсона. Вне себя из-за судьбы Лича и Джонсона, Ван-Вейден объявляет Волку Ларсену, что убьёт его, если он будет продолжать издеваться над Личем и Джонсоном. Волк Ларсен поздравляет Ван-Вейдена, что тот наконец-то стал самостоятельной личностью и даёт клятву, что пальцем не тронет Лича и Джонсона. В глазах Волка Ларсена при этом видна издёвка. Волк Ларсен подходит близко к шлюпке и так и не берет их на борт, тем самым утопив Лича и Джонсона. Ван-Вейден ошеломлён.
Волк Ларсен ещё раньше пригрозил неопрятному коку, что если тот не поменяет грязную рубашку, капитан выкупает его. Ларсен приказывает спустить Магриджа в море на верёвке, к удовольствию и веселью всей команды, ненавидящей кока за доносы и омерзительную стряпню. В результате кок лишается стопы, откушенной акулой. Свидетельницей сцены становится Мод.
У Волка Ларсена есть брат по прозвищу Смерть Ларсен, капитан промыслового парохода «Македония», который, как поговаривают, помимо промысла котиков занимается перевозкой оружия и опиума, работорговлей и пиратством. Братья ненавидят друг друга. Однажды Волк Ларсен встречает Смерть Ларсена и после морского боя на шлюпках захватывает нескольких членов команды своего брата, заставляя их охотиться на котиков вместе со своей командой.
Волк тоже испытывает влечение к Мод, в конце концов пытается изнасиловать её, но оставляет свою попытку из-за начавшегося сильного приступа головной боли. Присутствующий при этом Ван-Вейден, даже поначалу кинувшийся на Ларсена с тесаком в порыве негодования и пробуждающейся любви к Мод, впервые увидел Волка Ларсена по-настоящему испуганным.
Сразу после этого случая Ван-Вейден и Мод решают бежать с «Призрака», пока Волк Ларсен лежит у себя в каюте с очередным приступом. Захватив шлюпку с небольшим запасом продовольствия, они отплывают в направлении Японии, а через несколько недель скитаний по океану находят сушу и высаживаются на небольшом островке, который Мод и Хэмфри назвали Остров Усилий (англ. Endeavour Island). Покинуть остров они не могут и готовятся к долгой зимовке.
Через некоторое время к острову прибивает разбитую шхуну. Это «Призрак», на борту которой находится Волк Ларсен. Оказывается, Смерть Ларсен спустя двое суток после побега Ван-Вейдена и Мод взял «Призрак» на абордаж и, подкупив охотников, оставил брата на его шхуне одного. Кок напоследок отомстил Волку Ларсену, подрезав талрепы вант.
Покалеченный «Призрак» со сломанными мачтами дрейфовал в океане, пока его не прибило к Острову Усилий. Волею судеб именно на этом острове ослепший из-за опухоли головного мозга капитан Ларсен обнаруживает богатое лежбище котиков, которое он искал всю жизнь.
Мод и Хэмфри, ценой невероятных усилий и несмотря на протесты Ларсена, приводят «Призрак» в порядок и выводят его в открытое море. Ларсен, у которого последовательно отказывают вслед за зрением все чувства, парализован и умирает. Но перед смертью поджигает Призрак. В тот момент, когда Мод и Хэмфри наконец обнаруживают в океане спасительное судно, они признаются друг другу в любви.

## Философия Волка Ларсена
Волк Ларсен исповедует своеобразную философию жизненной закваски (англ. yeast) — природного начала, которое объединяет человека и животное, выживающее в недружелюбном мире. Чем больше в человеке закваски, тем активнее он борется за место под солнцем и добивается большего.
Эта материалистическая, индивидуалистическая философия является разновидностью социального дарвинизма. В ней также просматриваются черты мальтузианства.

## Экранизации
- «Морской волк», фильм, США (1913). Режиссёр — Хобарт Босворт. В ролях: Хобарт Босворт, Херберт Роулинсон, Виола Бэрри.
- «Морской волк», фильм, США (1920). Режиссёр — Джордж Мелфорд. В ролях: Ной Бири, Том Форман, Мэйбл Жюльенна Скотт.
- «Морской волк», фильм, США (1926). Режиссёр — Ральф Инс. В ролях: Ральф Инс , Теодор фон Илтц, Клер Адамс.
- «Морской волк», фильм, США (1930). Режиссёр — Альфред Сентелл. В ролях: Милтон Силлс, Рэймонд Хэкетт, Джейн Кейтлей.
- «Морской волк», фильм, США (1941). Режиссёр: Майкл Кёртис. В ролях: Эдвард Г. Робинсон, Александр Нокс, Айда Лупино.
- «Волк Ларсен», фильм, США (1958). Режиссёр Хэрмон Джонс. В ролях: Барри Салливан, Питер Грейвс, Гита Холл.
- «Морской волк», сериал, Франция, ФРГ, Румыния, Австрия (1971—1974). Режиссёры — Алеку Кройтору, Серджиу Николаеску, Вольфганг Штаудте. В ролях: Раймонд Хармсторф, Эдвард Микс.
- «Морской волк», фильм, Италия (1975). Режиссёр — Джузеппе Вери. В ролях: Чак Коннорс, Джузеппе Памбьери, Барбара Бах.
- «Морской волк», многосерийный фильм, СССР (1990). Режиссёр — Игорь Апасян. В ролях: Любомирас Лауцявичюс, Андрей Руденский, Елена Финогеева.
- «Морской волк», телевизионный фильм, США, Канада (1993). Режиссёр: Майкл Андерсон. В ролях: Чарльз Бронсон, Кристофер Рив, Кэтрин Мэри Стюарт.
- «Морской волк», фильм, США (1997). Режиссёр — Гари Т. МакДональд. В ролях: Стейси Кич и др.
- «Морской волк», телевизионный фильм, Германия (2008). Режиссёр — Кристоф Шреве. В ролях: Томас Кречман, Флориан Штеттер, Петра Шмидт-Шаллер.
- «Морской волк», мини-сериал, Германия (2009). Режиссёр — Майк Баркер. В ролях: Себастьян Кох, Стивен Кэмпбелл Мур, Нив Кэмпбелл.

## Переводы
На русский язык роман переводили М. А. Андреева (1913), Д. М. Горфинкель и Л. В. Хвостенко (1955), Т. А. Озерская (1956), З. Вершинина (1998).